# Västra Frölunda IF
Västra Frölunda Idrottsförening es un equipo de fútbol sueco de Gotemburgo. El club, creado en enero de 1930, es conocido por su habilidad para formar jóvenes con talento y a pesar de esto no haber ganado título alguno en su larga historia. El club ha jugado diez temporadas en la primera liga de Suecia Allsvenskan, pero actualmente está jugando en la tercera división sueca, la Division 1.

## Logros
- Allsvenskan:
  - Mejor puesto(5º): 1998

## Mejores jugadores
- Teddy Lučić
- Hans Blomqvist
- Kaj Eskelinen
- Robert Bengtsson-Bärkroth
- Sven-Göran Eriksson
- Adam Johansson